# Cesáreo Victorino Mungaray
Cesáreo Victorino Mungaray (* 19. März 1979 in Mexiko-Stadt) ist ein mexikanischer Fußballspieler, der im Mittelfeld agiert. Er ist der Sohn des 1999 bei einem Verkehrsunfall ums Leben gekommenen Fußballspielers Cesáreo Victorino Ramírez.

## Leben

### Verein
Victorino Mungaray begann seine Karriere als Profifußballspieler 1996 beim CF Pachuca, für den er zunächst bis 2001 tätig war. In den nächsten vier Jahren wechselte er jährlich zwischen dem Hauptstadtverein Cruz Azul und dem CF Pachuca, bevor er einen „Ausflug“ nach Europa wagte und kurzzeitig beim SK Slavia Prag unter Vertrag stand, für den er aber insgesamt nur vier Ligaspiele absolvierte.
Anschließend kehrte er nach Mexiko zurück, wo er zunächst beim Club Universidad Nacional und anschließend bei den Tiburones Rojos Veracruz anheuerte, bevor er 2008 beim Puebla FC unterschrieb, bei dem er auch gegenwärtig noch unter Vertrag steht. In der Zwischenzeit spielte er zwei Jahre lang (2009 bis 2011) bei dessen Filialteam Lobos de la BUAP in der zweiten Liga. Seit Sommer 2012 ist er vereinslos.

### Nationalmannschaft
Zwischen dem 17. November 1998 (2:0 gegen El Salvador) und dem 31. Oktober 2001 (4:1 gegen denselben Gegner) absolvierte Victorino Mungaray insgesamt 13 Länderspieleinsätze, kam aber nur in zwei Begegnungen der mexikanischen Nationalmannschaft über die volle Distanz von neunzig Minuten zum Einsatz: am 1. Juni 2001 gegen Südkorea (1:2) im Rahmen des Konföderationen-Pokals 2001 und am 15. Juli 2001 beim 0:0 gegen Paraguay im Rahmen der Copa América 2001.

## Erfolge
- Mexikanischer Meister: Invierno 1999